# 香椎照葉
香椎照葉（かしいてりは）は、福岡県福岡市東区の町名。現行の行政地名は、香椎照葉一丁目から七丁目まで。全町域が1994年（平成6年）7月29日から2004年（平成16年）1月23日にかけて海面の埋立によって造成された造成地であり、西側に隣接するみなと香椎（「みなとづくりエリア」）と共に人工島である「アイランドシティ」の一部（「まちづくりエリア」）を構成している。
町域は中高層住宅、低層住宅を中心として、教育・科学・文化・芸術・スポーツ関係施設、健康・医療・福祉・新産業関連施設、商業・産業関連施設等の土地利用がされており、公園や緑地、修景護岸等も計画的に配置されている。面積は約190ヘクタール。2022年6月末現在の人口は13,604人。郵便番号は813-0017。

## 地理
福岡市の中心とされる中央区天神の北北東約8.5キロメートル、東区のほぼ中央部に位置する。北、東、南で博多湾に面し、西で臨港道路アイランドシティ1号線を境にみなと香椎に隣接している。また、博多港を介して、北は雁の巣、奈多団地及び塩浜に、東は和白、唐原、香住ヶ丘及び御島崎に、南は香椎浜及び香椎浜ふ頭に面する。これらの地域のうち雁の巣とは「海の中道大橋」により、香椎浜ふ頭とは「香椎アイランドブリッジ」（臨港道路アイランドシティ1号線）及び「御島かたらい橋」（奈多香椎浜線）により、香住ヶ丘とは「あいたか橋」（人道橋）により繋がる。

### 河川
香椎照葉に河川は存在しないが、西側の対岸に次の河川の河口があり、周辺の海域に流れ込んでいる。
- 唐の原川（二級河川）
- 香椎川（準用河川）[注釈 3]

### 都市計画
都市計画に関しては、「福岡市都市計画マスタープラン」 において、「活力創造拠点」に位置づけられるアイランドシティのうち東側の香椎照葉地区は、環境と共生した快適な居住環境や新しい産業集積地を形成する先進的なモデル都市をまちの将来像として、「住宅ゾーン」、「新産業・研究開発ゾーン」（健康・医療・福祉・新産業関連機能）、「複合・交流ゾーン」（緑地等の交流空間、商業・産業機能）、「環境ゾーン」（海や緑とふれあう空間）、「センター地区」（商業・業務機能、教育・科学・文化・芸術・スポーツ機能等）のゾーニングが示されている。また、「東部広域拠点（香椎・千早）」と位置付けられる千早駅周辺の地区とも近接している（約2.5キロメートル）。用途地域は、臨港道路アイランドシティ1号線と香椎照葉4112号線とが交わる「アイランドシティ中央交差点」を中心とする地域（約23ヘクタール）が商業地域に、奈多香椎浜線の西側のうち前述の商業地域の部分を除く地域及び同線東側の道路境界線より概ね50メートルの地域が第二種住居地域に、これら以外の地域は第二種中高層住居専用地域に指定されている。
地区計画は、「アイランドシティ照葉住宅地区」、「香椎照葉三丁目東地区」、「アイランドシティセンター地区」、「香椎照葉二丁目北地区」、「香椎照葉四丁目東地区」、「香椎照葉北エリア戸建住宅地区」、「アイランドシティセンター北地区」、「香椎照葉三丁目西地区」、「香椎照葉六、七丁目集合住宅地区」、「香椎照葉二、七丁目地区」、「香椎照葉五丁目地区」、「香椎照葉六、七丁目東地区」の区域が指定されている。

## 語源
香椎照葉の「照葉」は照葉樹にちなむ。

## 歴史
埋立等の経緯については「福岡アイランドシティ」を参照のこと。

## 人口
香椎照葉一丁目から七丁目までを合わせた人口の推移を福岡市の住民基本台帳（公称町別） に基づき示す（単位：人）。集計時点は各年9月末現在である。
- 2004年（平成16年）：0
- 2005年（平成17年）：0
- 2006年（平成18年）：546
- 2007年（平成19年）：1,401
- 2008年（平成20年）：2,412
- 2009年（平成21年）：3,184
- 2010年（平成22年）：3,769
- 2011年（平成23年）：4,523
- 2012年（平成24年）：4,946
- 2013年（平成25年）：5,216
- 2014年（平成26年）：5,785
- 2015年（平成27年）：6,565
- 2016年（平成28年）：7,936
- 2017年（平成29年）：8,604
- 2018年（平成30年）：9,047
- 2019年（令和元年）：9,906
- 2020年（令和2年）：11,304
- 2021年（令和3年）：12,720

## 交通
町内の主な公共交通機関としてはバスがある。

### 鉄道
鉄道は通っていない。代表的な最寄りの鉄道駅は次の駅である。
- 九州旅客鉄道が運営する鹿児島本線の香椎駅（距離は道程で約2.5から5キロメートル）
- 九州旅客鉄道が運営する鹿児島本線及び西日本鉄道が運営する西鉄貝塚線の千早駅（西鉄千早駅[注釈 16]、距離は道程で約3から5キロメートル）

### バス
バスについては、西日本鉄道が運営するバスが運行しており、詳細については「福岡アイランドシティ」を参照のこと。

### 道路

#### 都市高速道路
都市高速道路としては次の道路が通っており、町域内の出入口は、アイランドシティ出入口（福岡市立こども病院付近）である。
- 福岡高速道路の福岡高速6号アイランドシティ線（福岡高速1号香椎線から香椎浜ジャンクションで分岐している。）

#### 市道
福岡市が管理する市道の主要なものは次のとおりである。
- 奈多香椎浜線（御島かたらい橋で香椎浜ふ頭につながる。）
- 香椎照葉4112号線

#### 臨港道路
香椎照葉に隣接するみなと香椎（臨港地区）との間を南北に縦断する道路は臨港道路であり、路線は次のとおりである。
- 臨港道路アイランドシティ1号線（これに接続する橋梁は、香椎浜ふ頭とを結ぶ香椎アイランドブリッジ及び奈多・雁の巣とを結ぶ海の中道大橋である。）

## 施設

### 公共施設
- 福岡市総合体育館（別称：「照葉積水ハウスアリーナ」[注釈 17]）
- 体験学習施設ぐりんぐりん[注釈 18]
- 西日本鉄道アイランドシティ自動車営業所[注釈 19]
- 福岡市照葉公民館（香椎照葉二丁目）[注釈 20]
- 福岡市照葉北公民館（香椎照葉三丁目）[注釈 21]

### 公園・緑地等
- アイランドシティ中央公園[注釈 22]
- 香椎照葉東公園[注釈 23]
- 照葉の森公園[注釈 24]
- 香椎照葉1号公園[注釈 25]
- 香椎照葉2号公園[注釈 26]
- 香椎照葉3号公園[注釈 27]
- 香椎照葉4号公園[注釈 28]
- 香椎照葉1号緑道[注釈 29]

### 学校
町内には次の小中学校がある。
- 福岡市立照葉小中学校（施設一体型小中一貫校）[注釈 30]
- 福岡市立照葉北小学校[注釈 31]

また、株式会社立大学としてつぎの学校がある。
- サイバー大学福岡キャンパス（通信制大学）

### 医療施設
- 福岡市立こども病院
- 医療法人相生会福岡みらい病院

### 住宅
住宅については、低層建築物、中層建築物、高層建築物及び超高層建築物がゾーニングにより計画的に配置されている。

### その他
- アイランドアイ （island eye）[注釈 33]
- ドナルド・マクドナルド・ハウスふくおかハウス[注釈 34]
- 照葉スパリゾート[注釈 35]）